# Egri kistérség
Az Egri kistérség egy kistérség volt Heves megyében, központja Eger volt. 2014-ben az összes többi kistérséggel együtt megszűnt.

## Települései
| Andornaktálya   | Demjén   | Eger         | Egerbakta | Egerszalók |
| Egerszólát      | Feldebrő | Felsőtárkány | Kerecsend | Maklár     |
| Nagytálya       | Noszvaj  | Novaj        | Ostoros   | Szarvaskő  |
| Tarnaszentmária | Verpelét |              |           |            |

## Története
2007-ben Feldebrő, Tarnaszentmária és Verpelét ide került a Füzesabonyi kistérségből.